# Grumari
Grumari est un quartier de la zone ouest de la ville de Rio de Janeiro, au Brésil.
Il inclut la seule plage naturiste des environs de Rio.

## Situation
Grumari est en bordure de l'océan à 50 km au sud-ouest de Rio de Janeiro, dans la zone Ouest de la métropole (pt), dans le sud du parc d'État de Pedra Branca (Parque Estadual da Pedra Branca) qui fait partie de la réserve de biosphère de la forêt atlantique (en). Les quartiers voisins sont Barra de Guaratiba (4 km à l'ouest) et Recreio dos Bandeirantes (11 km à l'est).

## Présentation
Grumari est un quartier très peu peuplé avec seulement 167 habitants en 2010.[réf. nécessaire]
Il a été laissé dans son état naturel et est principalement apprécié par les visiteurs pour son calme et sa distance au centre-ville.
Il dispose notamment de forêts à l'état sauvage et de plages (en portugais praias).

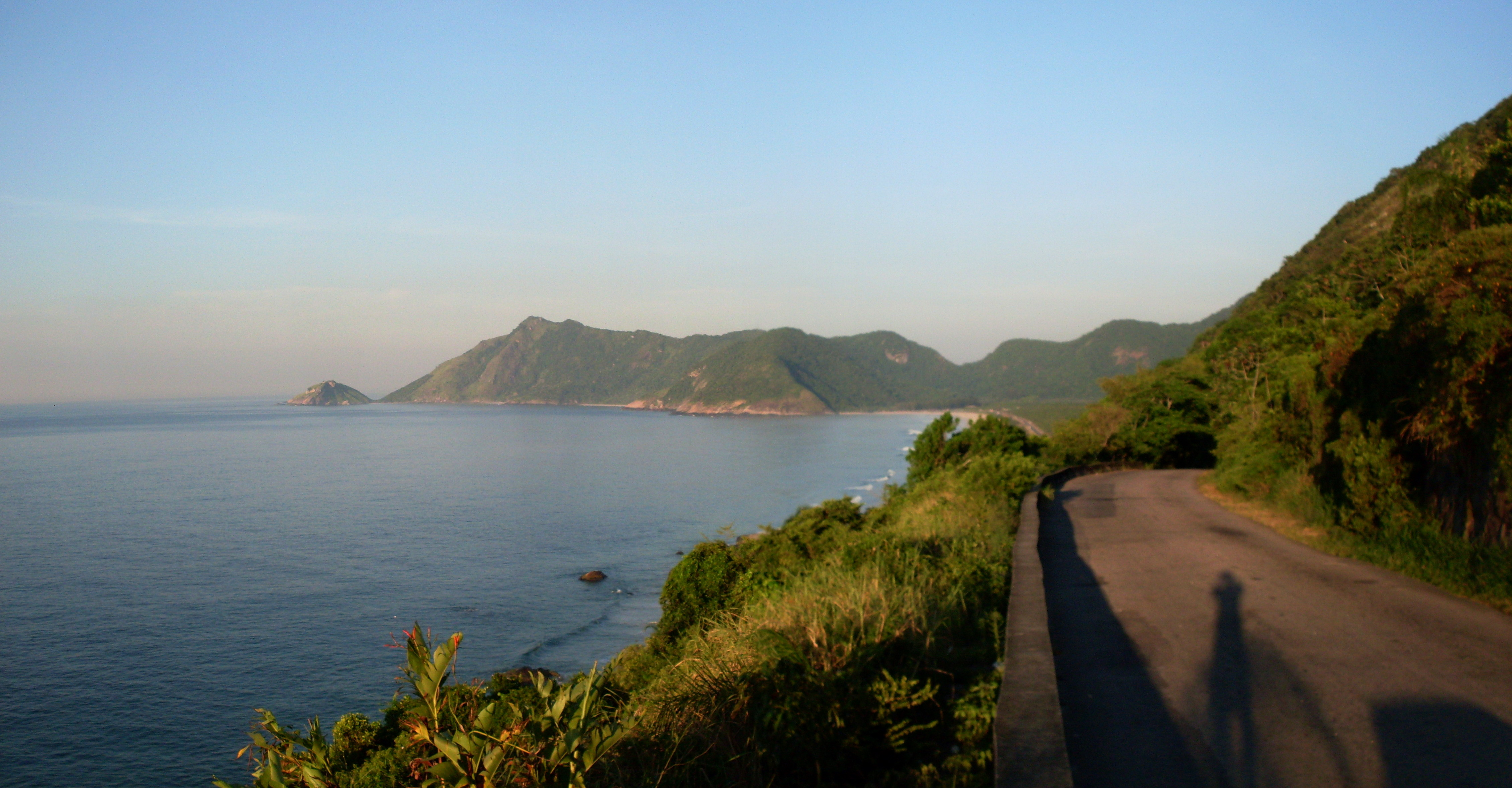
Route d'accès au village de Grumari
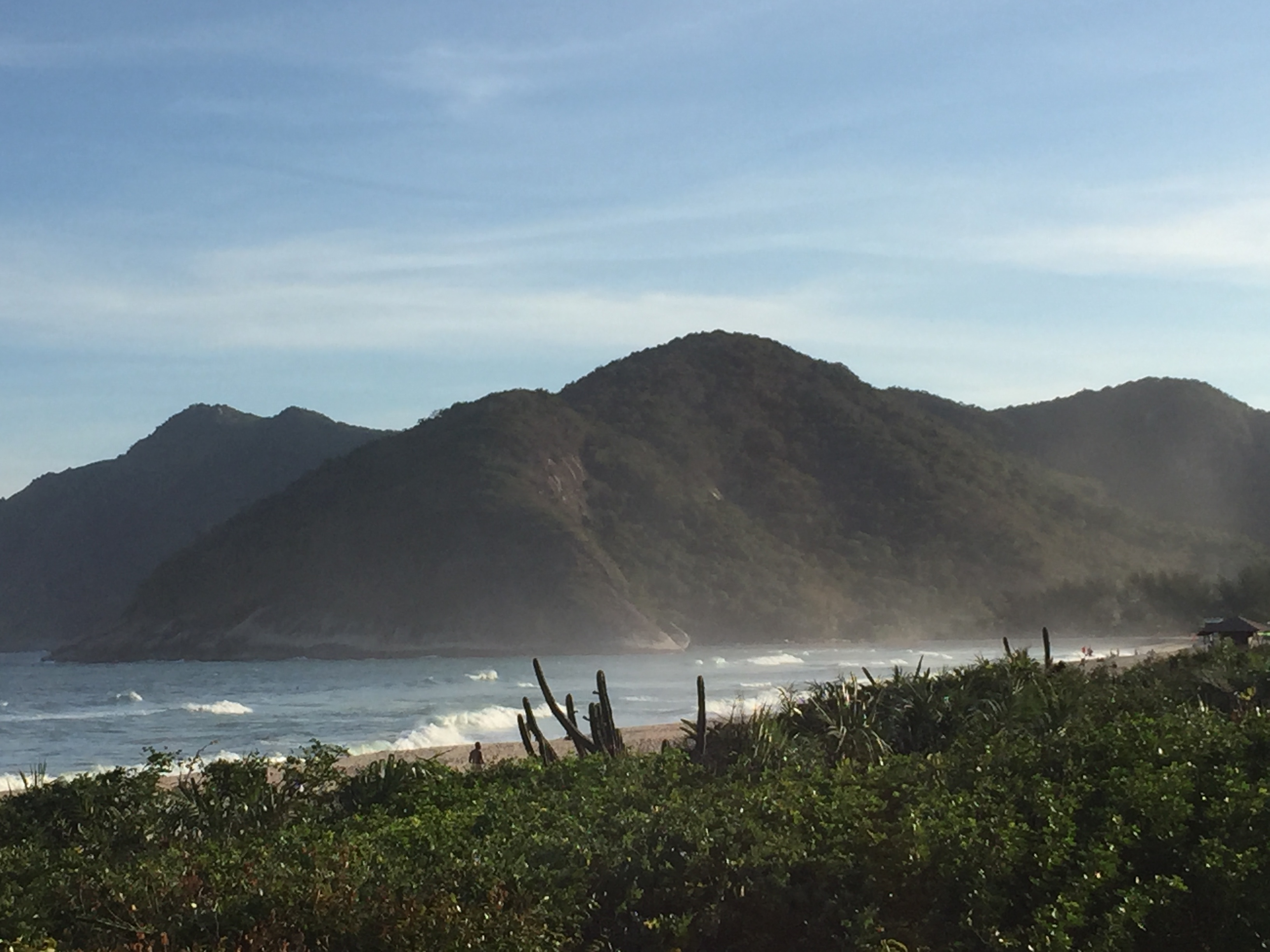
Parc naturel de Barra de Tijuca à Grumari
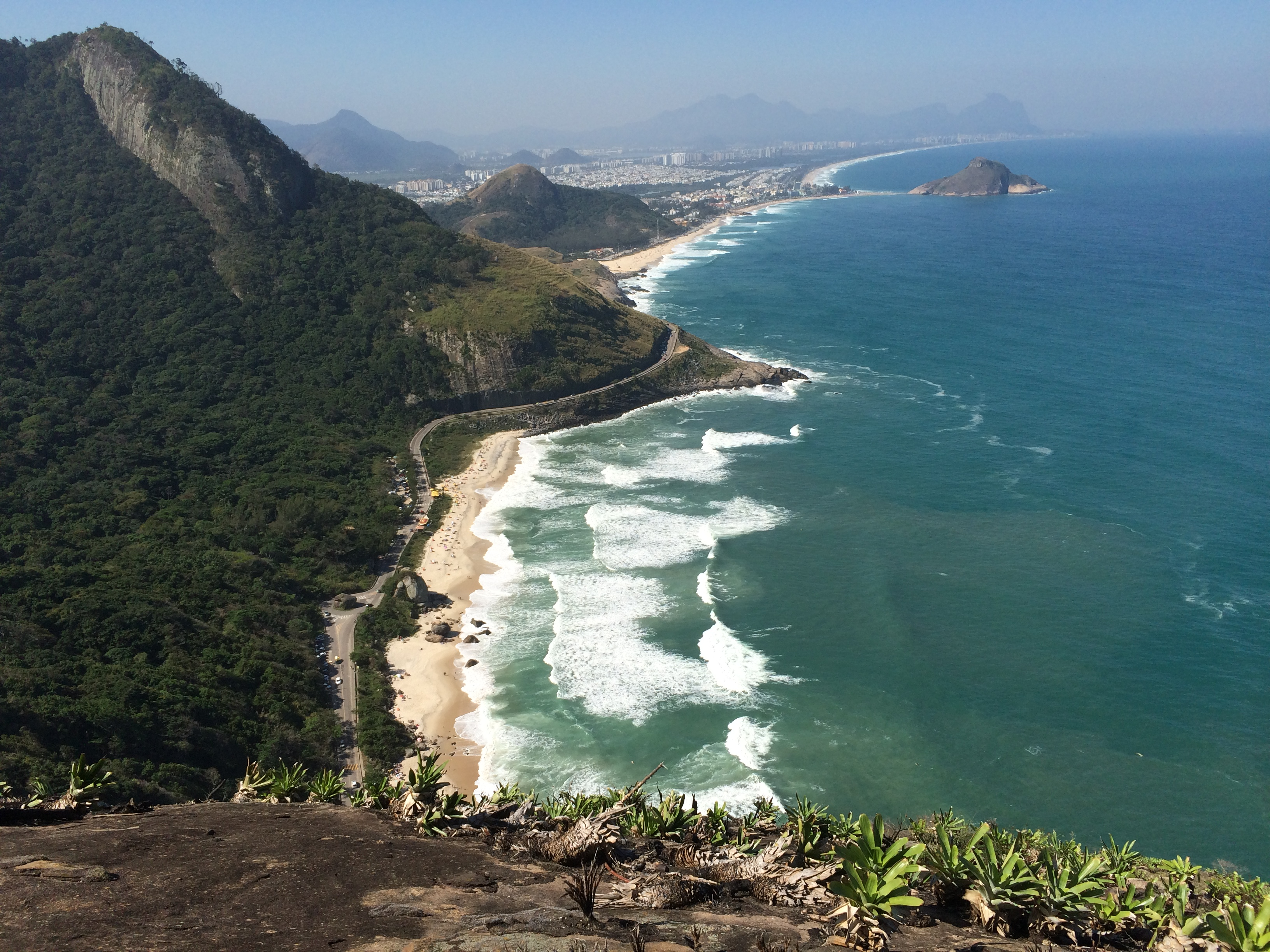
Plage de Prainha, puis plage de Pontal sur Recreio dos Bandeirantes (au fond)

## Histoire
Le quartier est le dernier de la ville du Rio de Janeiro où la région côtière reste préservé à sa originalité, par rapport à la conservation d'espaces verts. L'accès au quartier a été ouvert seulement en 1970,[réf. nécessaire] par l'avenue Estado da Guanabara, qui relie le quartier à Recreio dos Bandeirantes voisin. En 1985,[réf. nécessaire] la région a été classée par l'état comme le Parc naturel municipal du Grumari. Plus à l'ouest se trouve la zone de protection environnementale de Grumari (Área de Proteção Ambiental de Grumari).

## Les plages
Ses plages incluent, d'ouest en est : praia do Perigoso, praia do Meio, praia Funda, praia do Inferno, praia do Grumari, praia do Abricó et Prainha. Toutes ces plages sont de sable fin, mais la baignade peut y être dangereuse.
Plage de Grumari
La plage de Grumari est longue d'environ 2 km. Le rio das Almas s'y déverse, formant juste avant d'atteindre la plage un petit étang : le lagoa Feia.
Une partie du film Os Trapalhões na Guerra dos Planetas (pt) y a été tournée en 1978.

Plage de Grumari
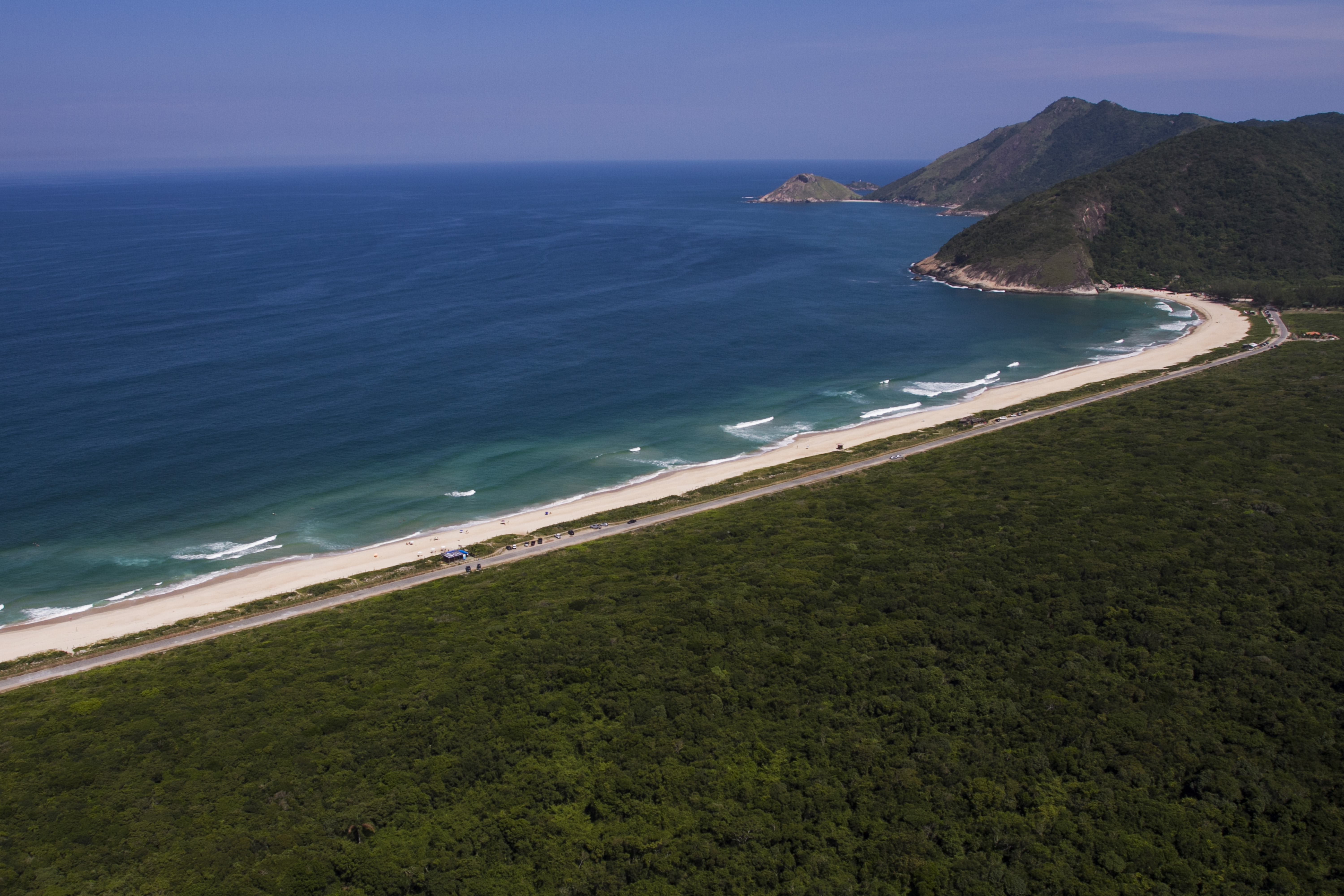
Panorama sur la plage de Grumari
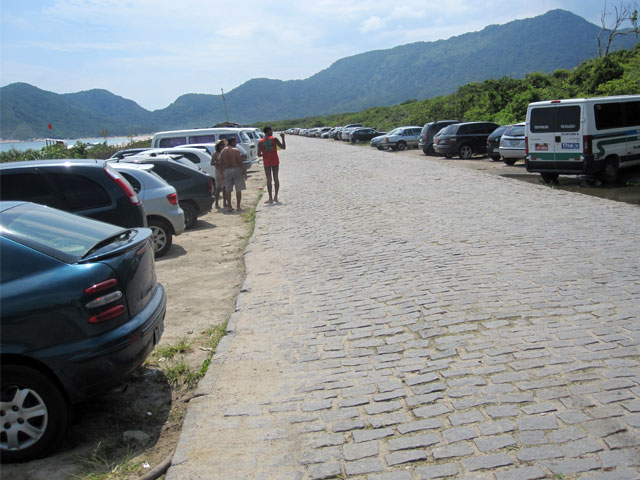
Parking à la plage de Grumari
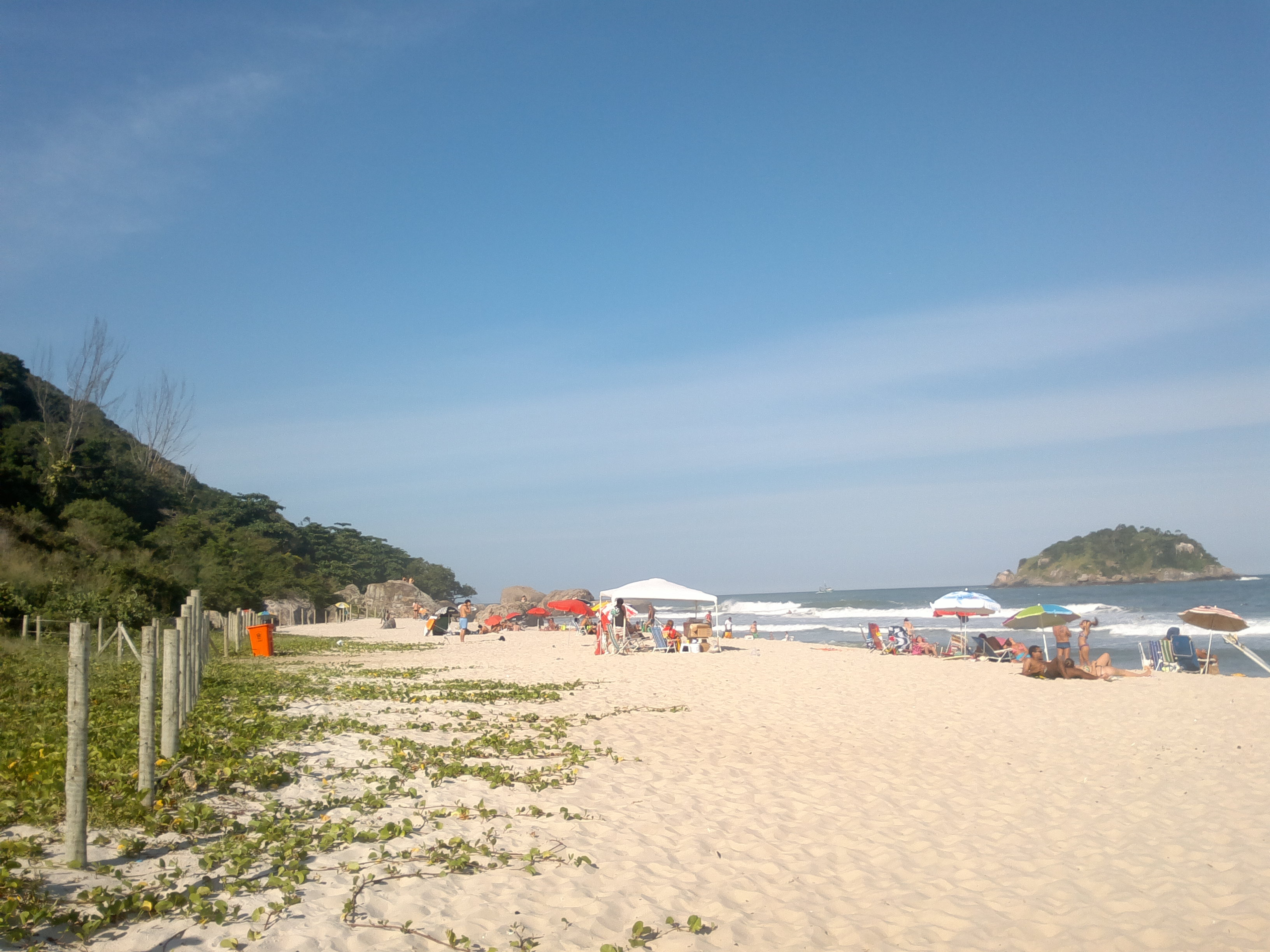
Côté est
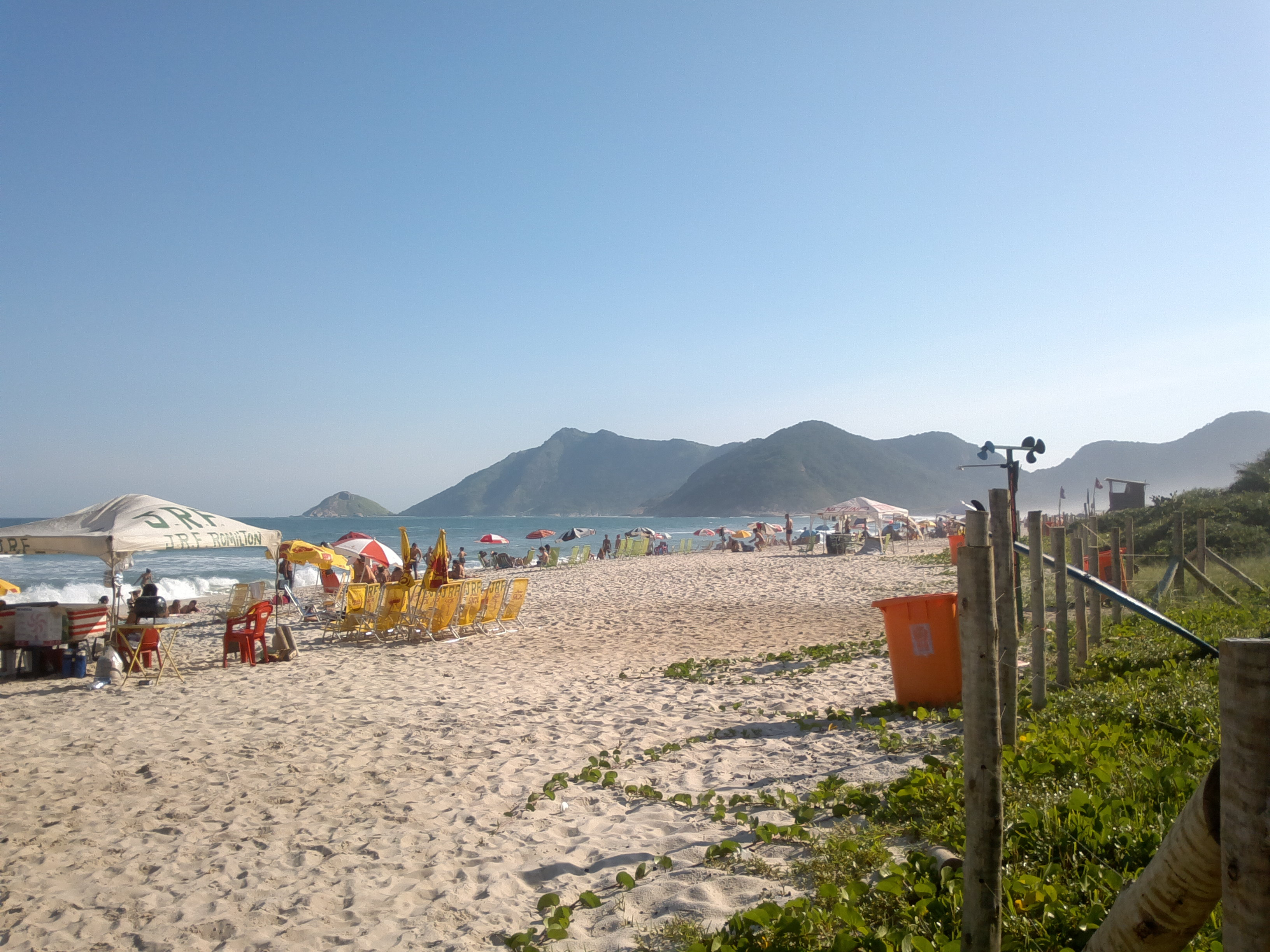
Côté ouest
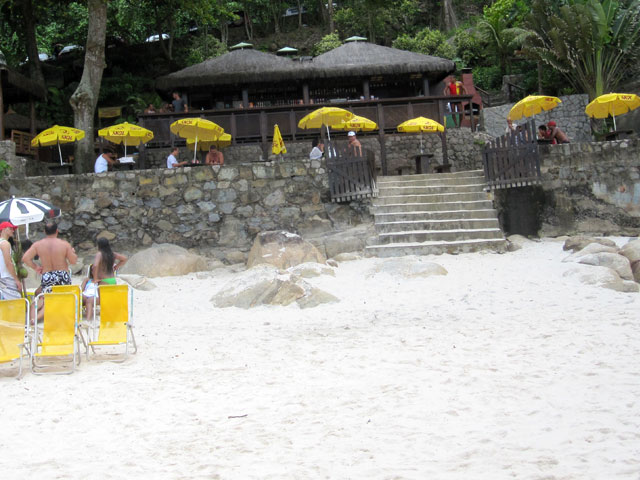
Kiosque à côté de la plage

Plage de l'Abricot
La plage d'Abricó (praia do Abricó) est la seule plage naturiste de la ville de Rio de Janeiro. Elle est à l'extrémité Est de la plage de Grumari, du côté de Recreio dos Bandeirantes.

Plage de l'Abricot
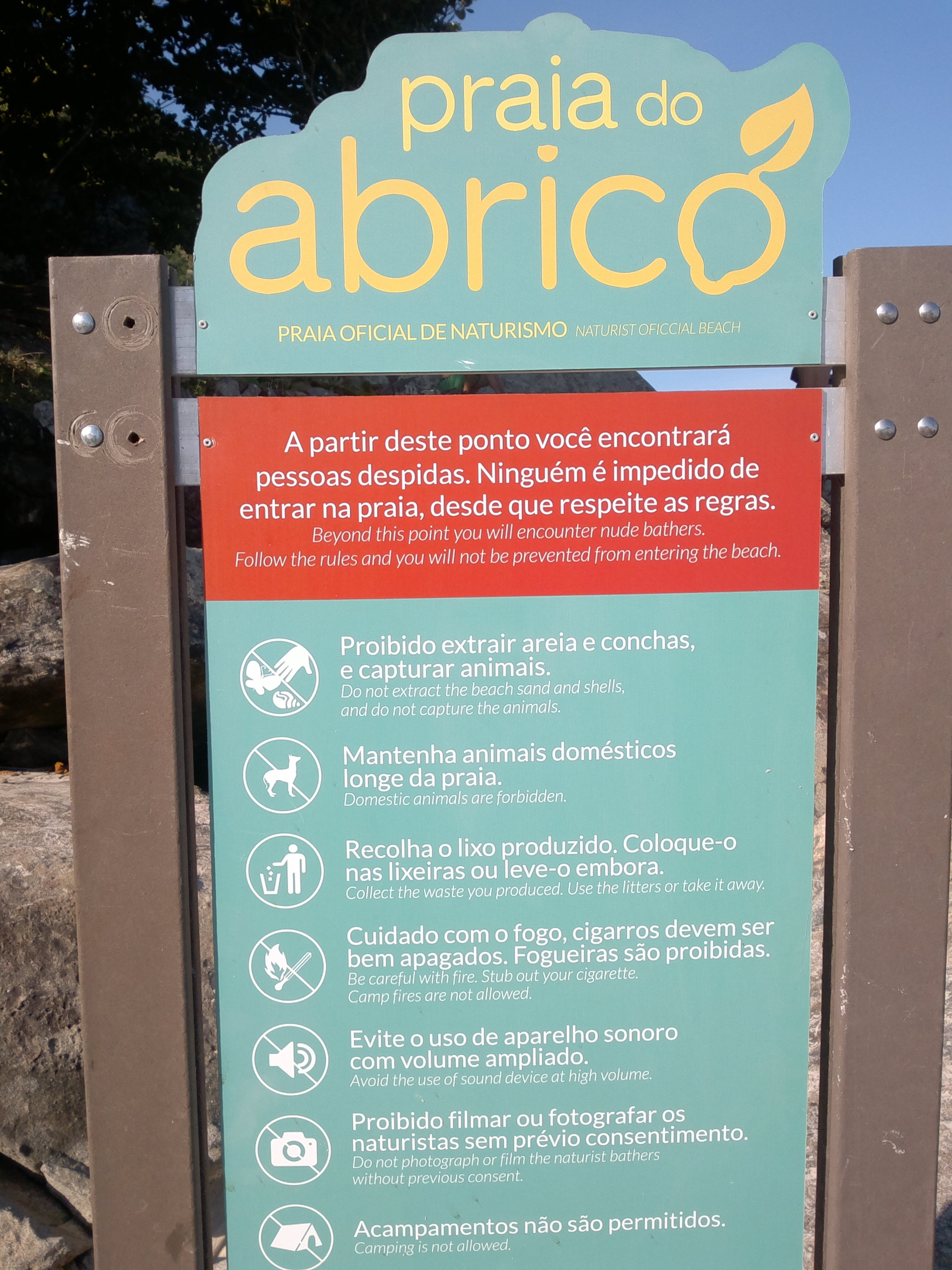
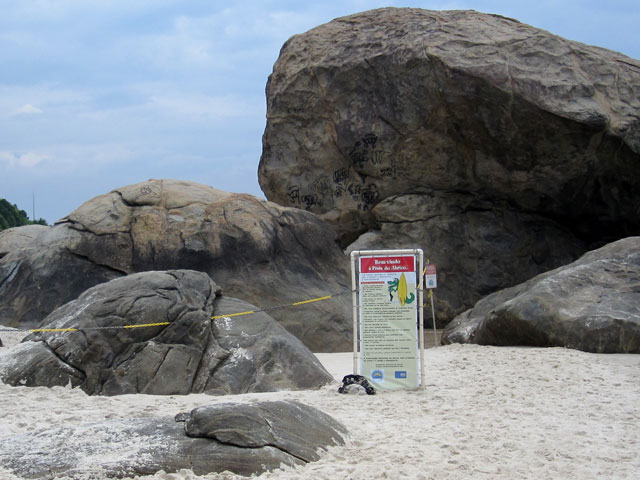
Entrée de la plage de l'Abricot
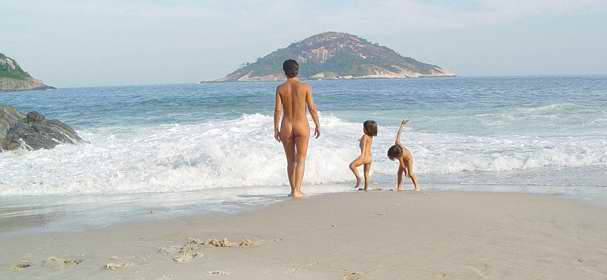
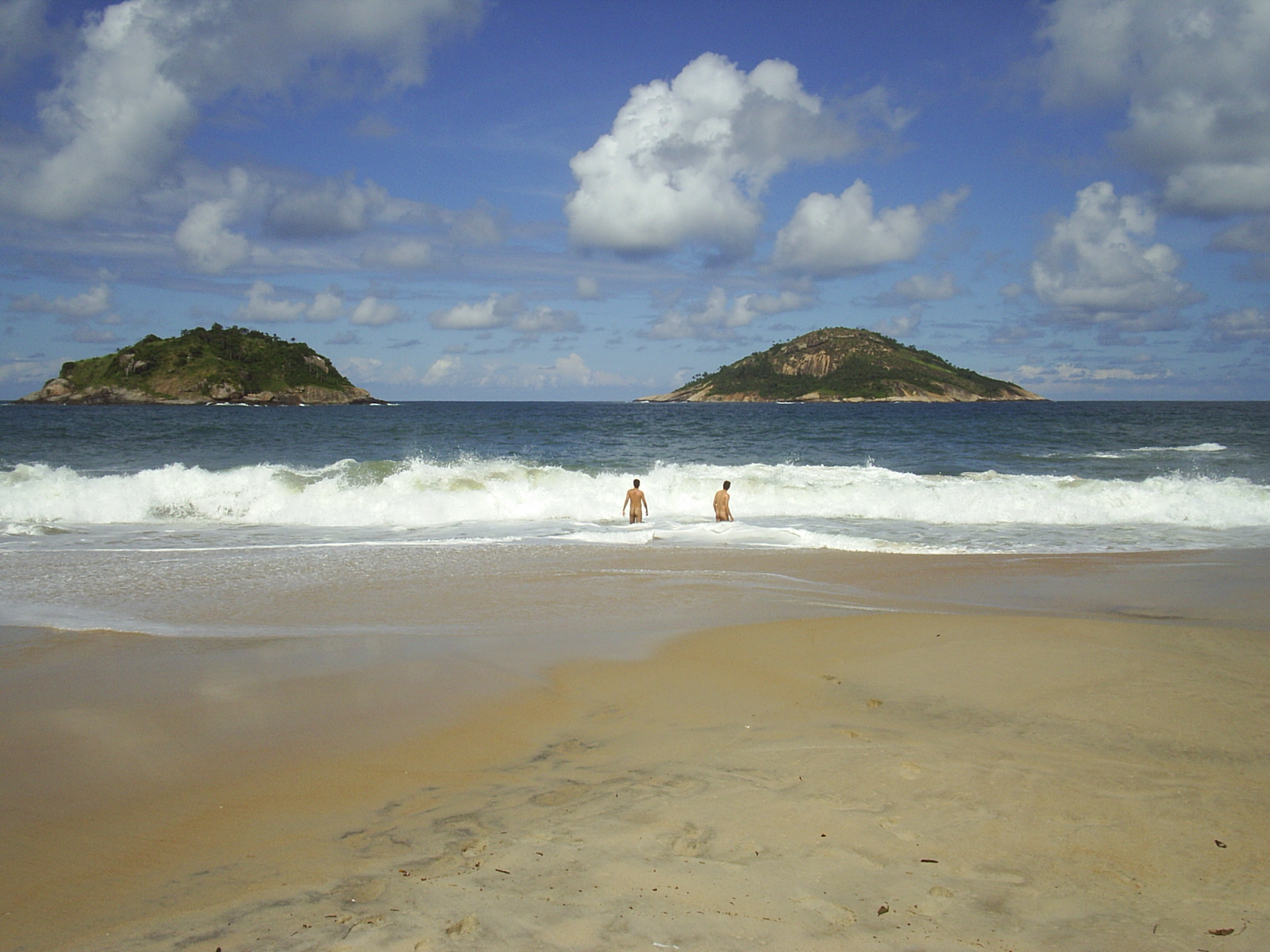

Prainha
La plage de Prainha est la plus fréquentée par les surfeurs : c'est l'un des meilleurs sites de surf de la ville de Rio.

Plage de Prainha
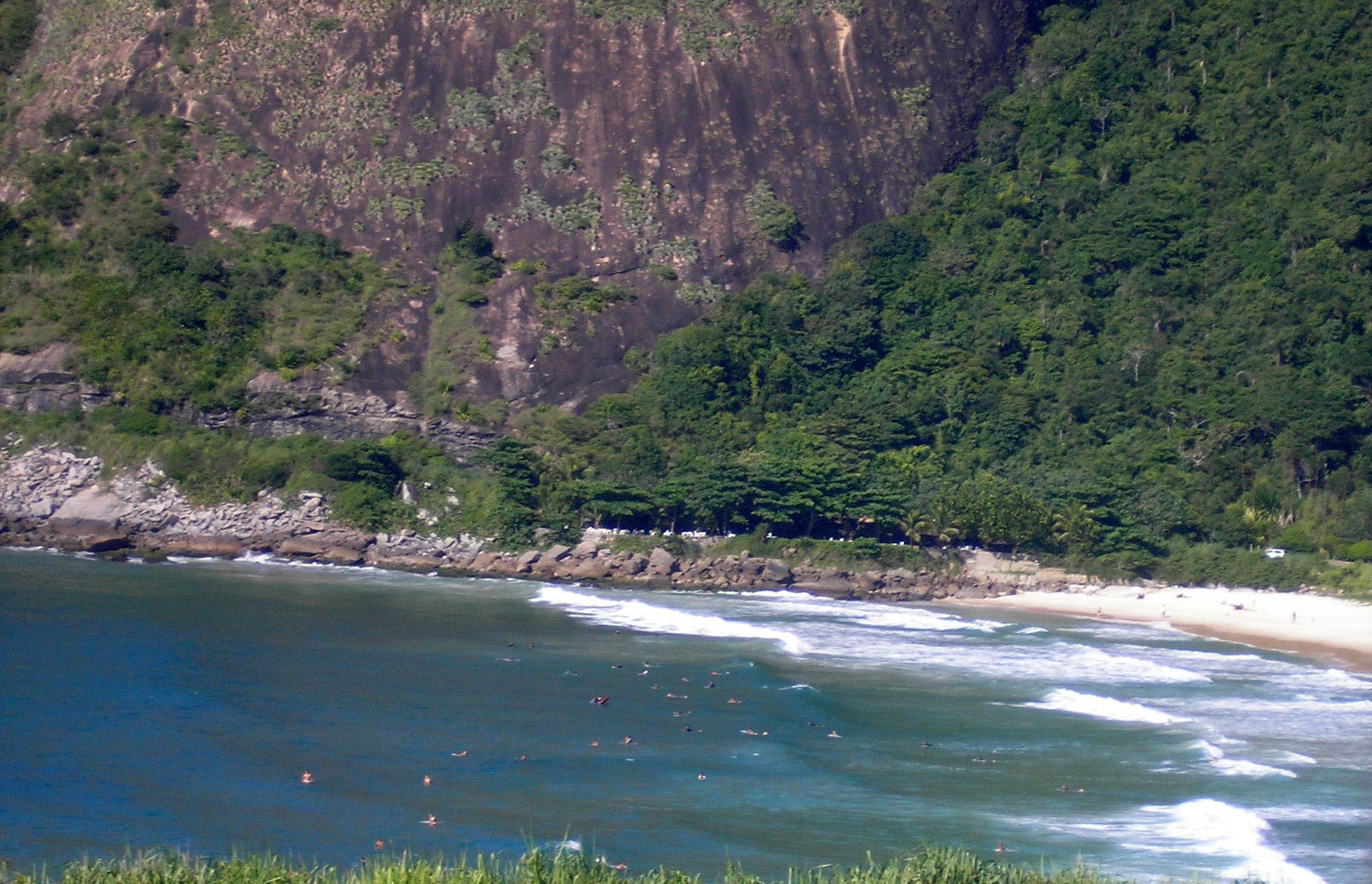
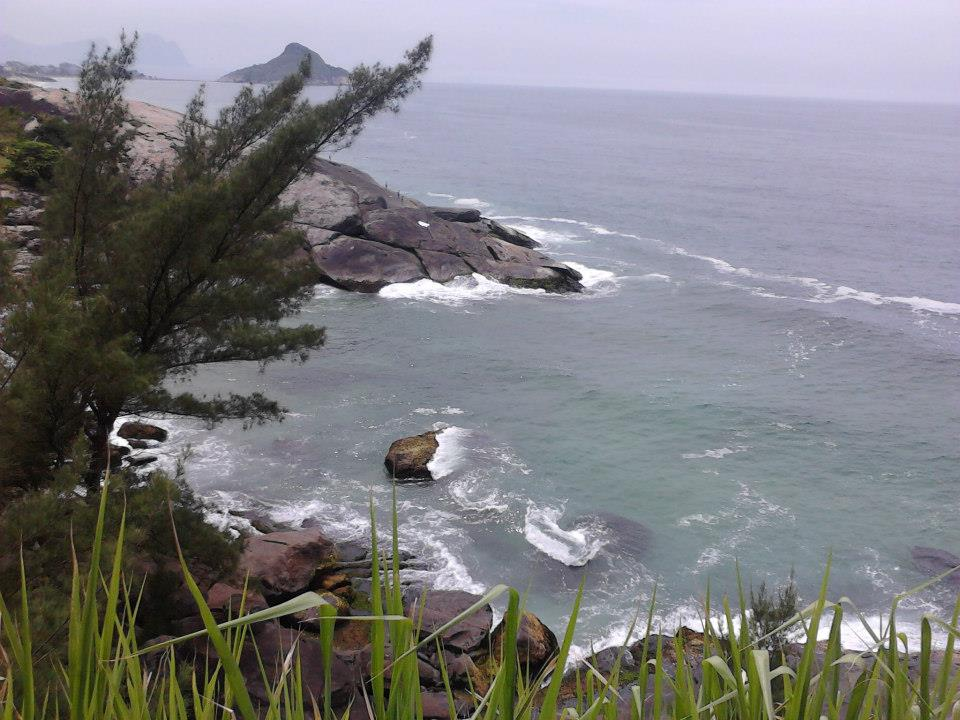

Autres plages et autres lieux
Au sud de la plage de Perigoso, sur une petite péninsule, se trouvent la Pedra da Tartagura et la Pedra da Baleia ; et sur son nord-ouest, avant d'arriver à la plage Funda, se trouvee le mirante do veterano Coronel. Entre les plages de l'Abricot et de Prainha, se trouve le morro dos Cabritos.

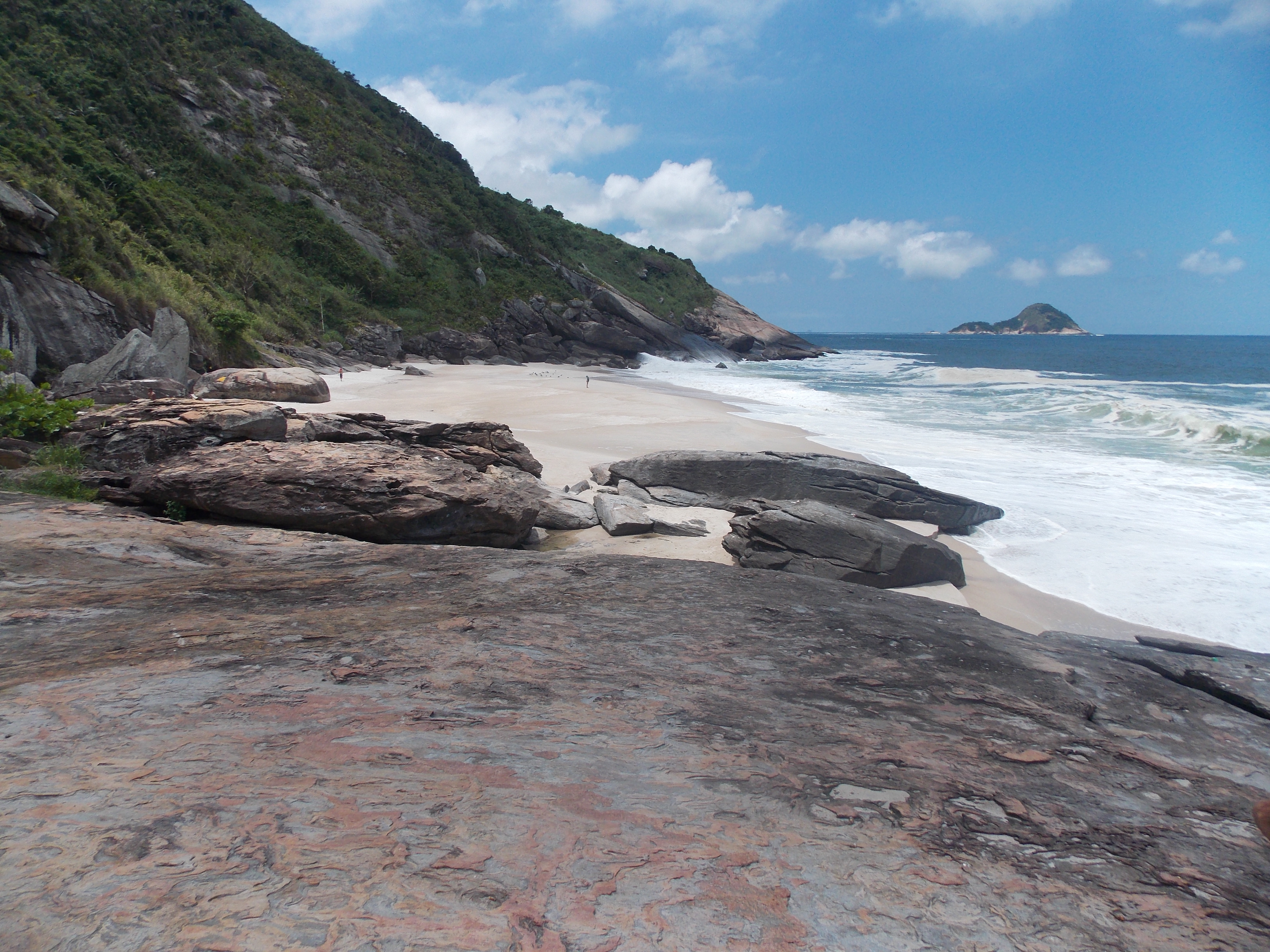
Plage de l'Inferno
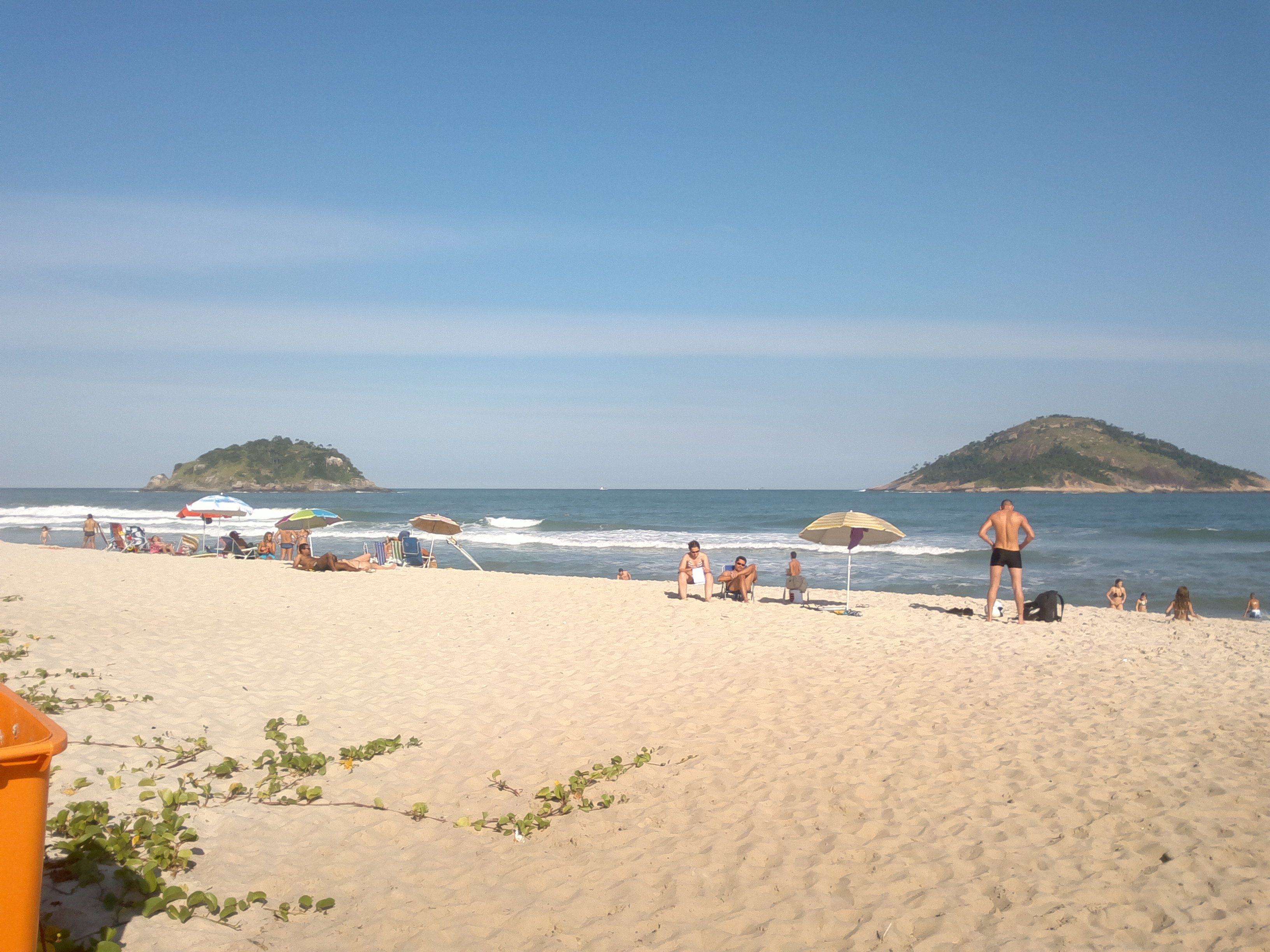
Îles vues depuis la plage de Grumari
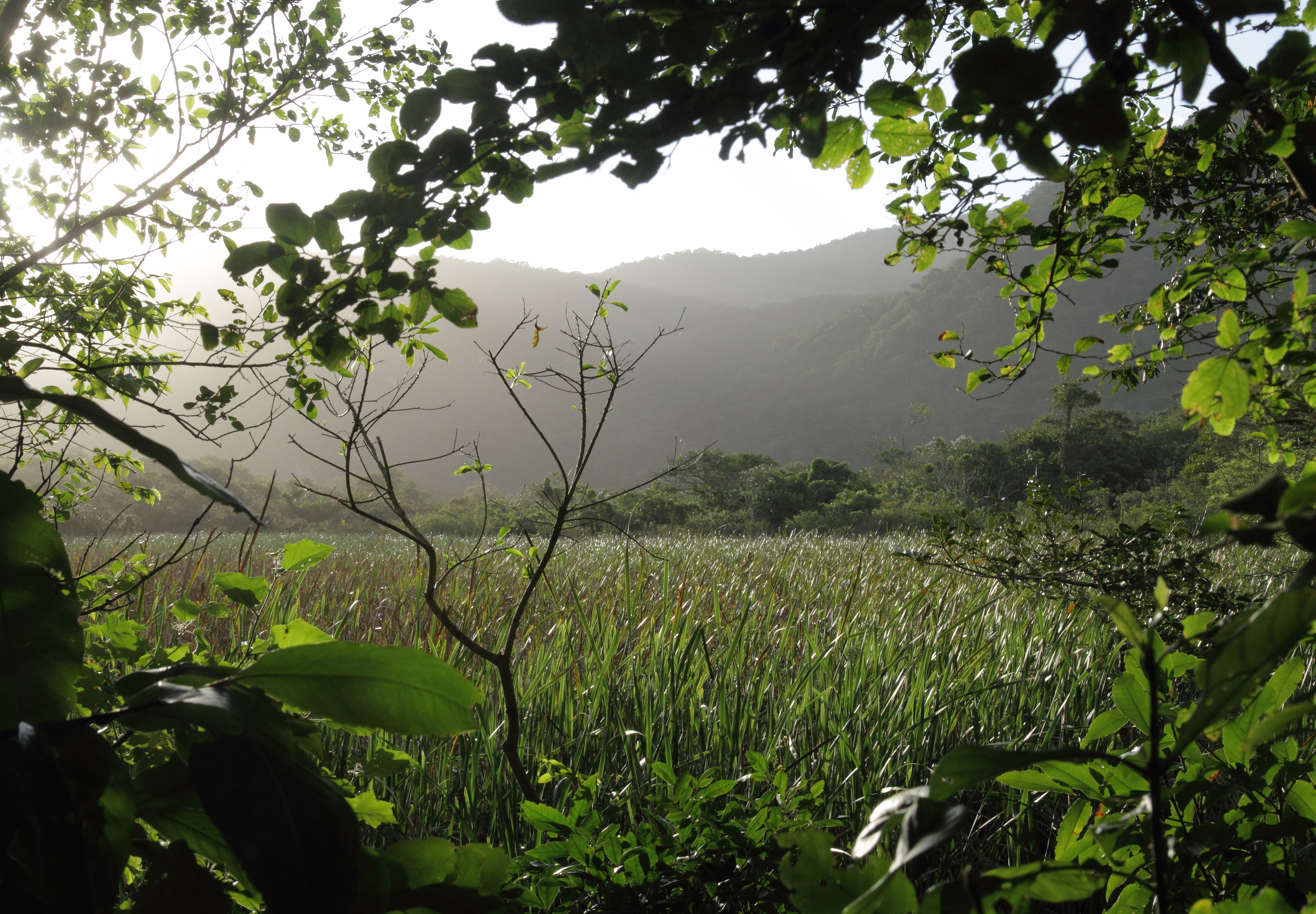
Marais sur les terres du village